# Plectocythere
Plectocythere is een geslacht van kreeftachtigen uit de klasse van de Ostracoda (mosselkreeftjes).

## Soorten
- Plectocythere crotaphis Hobbs, 1965